# Castrocultura

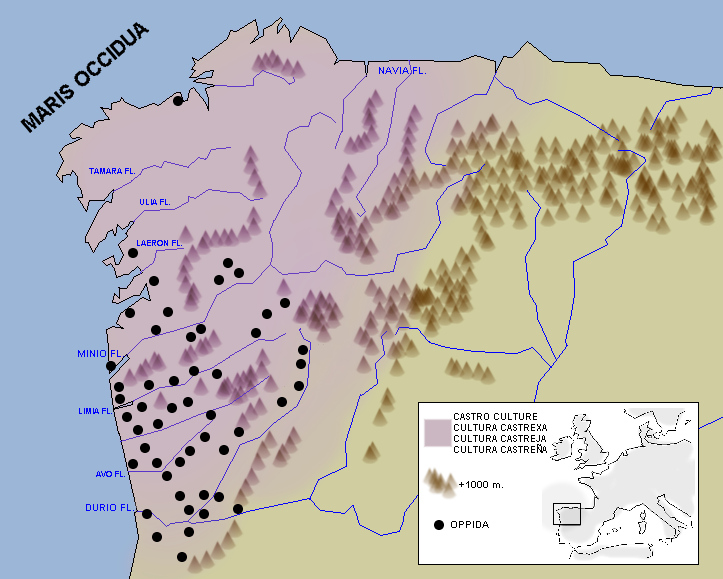
Zona di espansione della Castrocultura

Castrocultura (portoghese: Cultura Castreja, galiziano: Cultura Castrexa, spagnolo: Cultura Castreña) è un'indicazione archeologica riassuntiva per culture dell'età del ferro sulla penisola iberica, che vissero dalla fine dell'età del bronzo (I millennio a.C.) fino al I secolo a.C..

## Caratteristiche

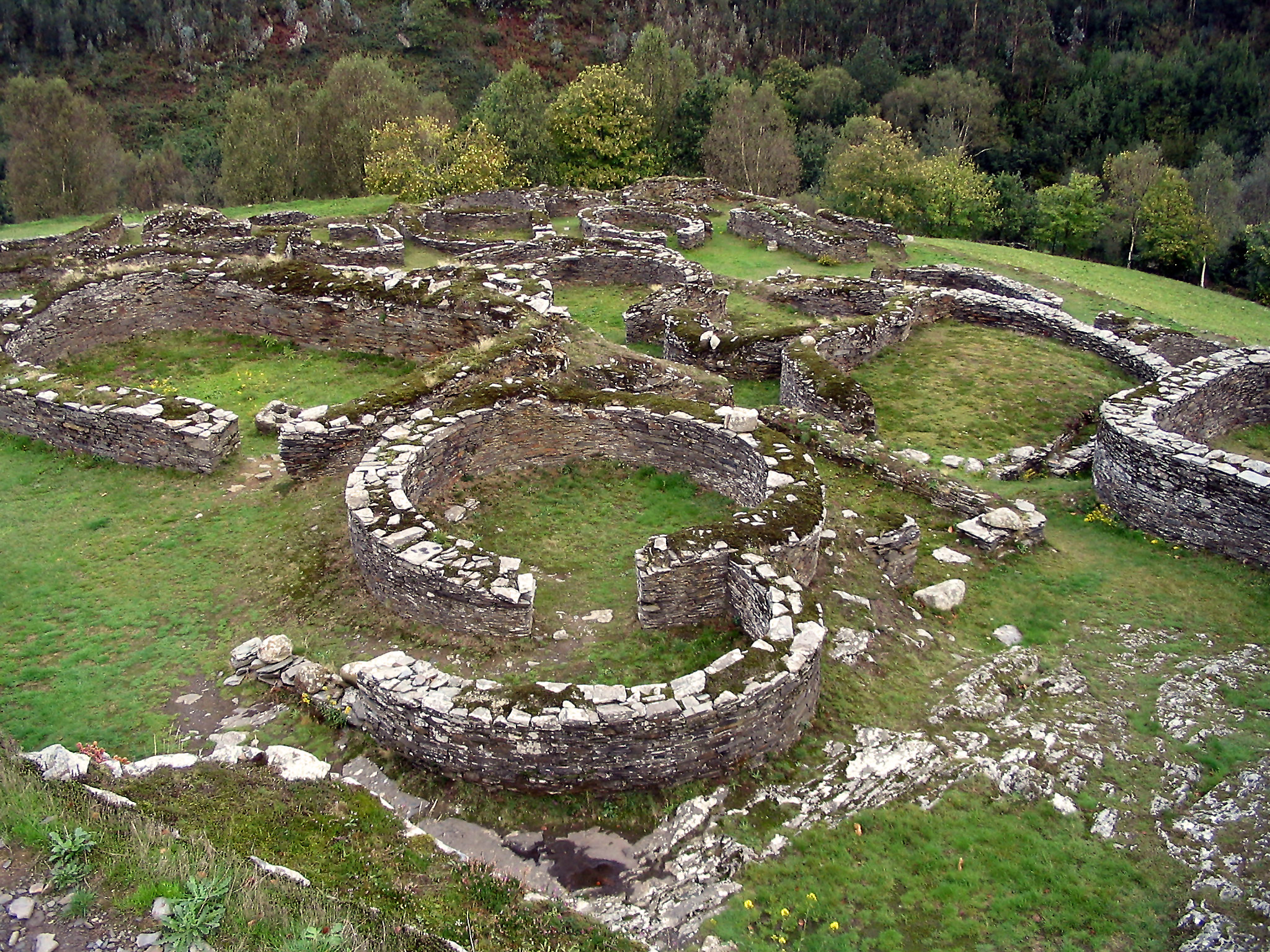
Castro de Coaña, Asturie, Spagna

Caratteristiche e origine del nome di queste culture erano la collocazione dei loro insediamenti su colline e il fatto di essere circondate da mura difensive, tanto da venir denominate Castros (dal latino castrum) o Citânias (espressione portoghese per insediamenti fortificati).
Località di questo tipo si trovano nel territorio che a est si estende fino al Río Cares e a sud fino al Duero. Altre particolarità che caratterizzano la zona di diffusione della Castrocultura sono, tra l'altro, bizzarre statue di guerrieri in grandezza naturale, come statue di dei maschili e femminili (Sendim, Xinzo de Limia) eretti o seduti, disegni di ruote a raggi ricurvi simili a svastiche come elementi decorativi (Santa Tegra), Omphalos,  Pedra Formosa e Torques.
La subregione di Ave, che si trova nel centro della diffusione di questa cultura, presenta grandi Castros, che sono chiamati Citânias o Cividades (dal latino civitas); noti esempi sono Citânia de Sanfins o Cividade de Terroso.

## Storia
La Castrocultura ebbe inizio alla fine dell'età del Bronzo a causa dell'influenza culturale dell'Europa centrale e delle culture mediterranee in sviluppo. Nel periodo seguente, che giunse fino al V secolo a.C., i Castros si estesero dal sud al nord e dalle coste verso l'interno della penisola iberica. Questa espansione proseguì fino al II secolo a.C., quando l'impero romano si rafforzò. Il declino fu determinato con l'occupazione romana e la costituzione della provincia della Galizia. Nel IV secolo d.C. la castrocultura era scomparsa.

## Economia
L'economia della castrocultura si basava sull'agricoltura, sulla caccia e sulla pesca.
Inoltre un ruolo importante giocavano le miniere d'oro, ferro, rame, zinco e piombo. I per lo più scadenti metalli venivano migliorati dalla metallurgia castrese ed elaborati in attrezzi da lavoro, gioielli e altro. Inoltre sono stati tramandate opere in ceramica e pietre preziose.
Come armi erano prodotte e utilizzate soprattutto spade e daghe.

## Esempi diCastros
- Castro de Coaña, Asturie, Spagna
- Castro de Noega-Gijón, Asturie, Spagna
- Castro de Baroña, Galizia, Spagna
- Castro de Borneiro, Galizia, Spagna
- Castro di Santa Trega, Galizia, Spagna
- Castro de Troña, Galizia, Spagna
- Los Cogotas, Avila, Castiglia e León, Spagna
- La Mesa De Miranda, Castiglia e León, Spagna
- Cividade de Terroso, Portogallo
- Castro de Sabroso, Portogallo
- Citânia de Briteiros, Portogallo
- Citânia de Sanfins, Portogallo
- Paços de Ferreira, Portogallo
- Castro Carvalhelhos, Portogallo

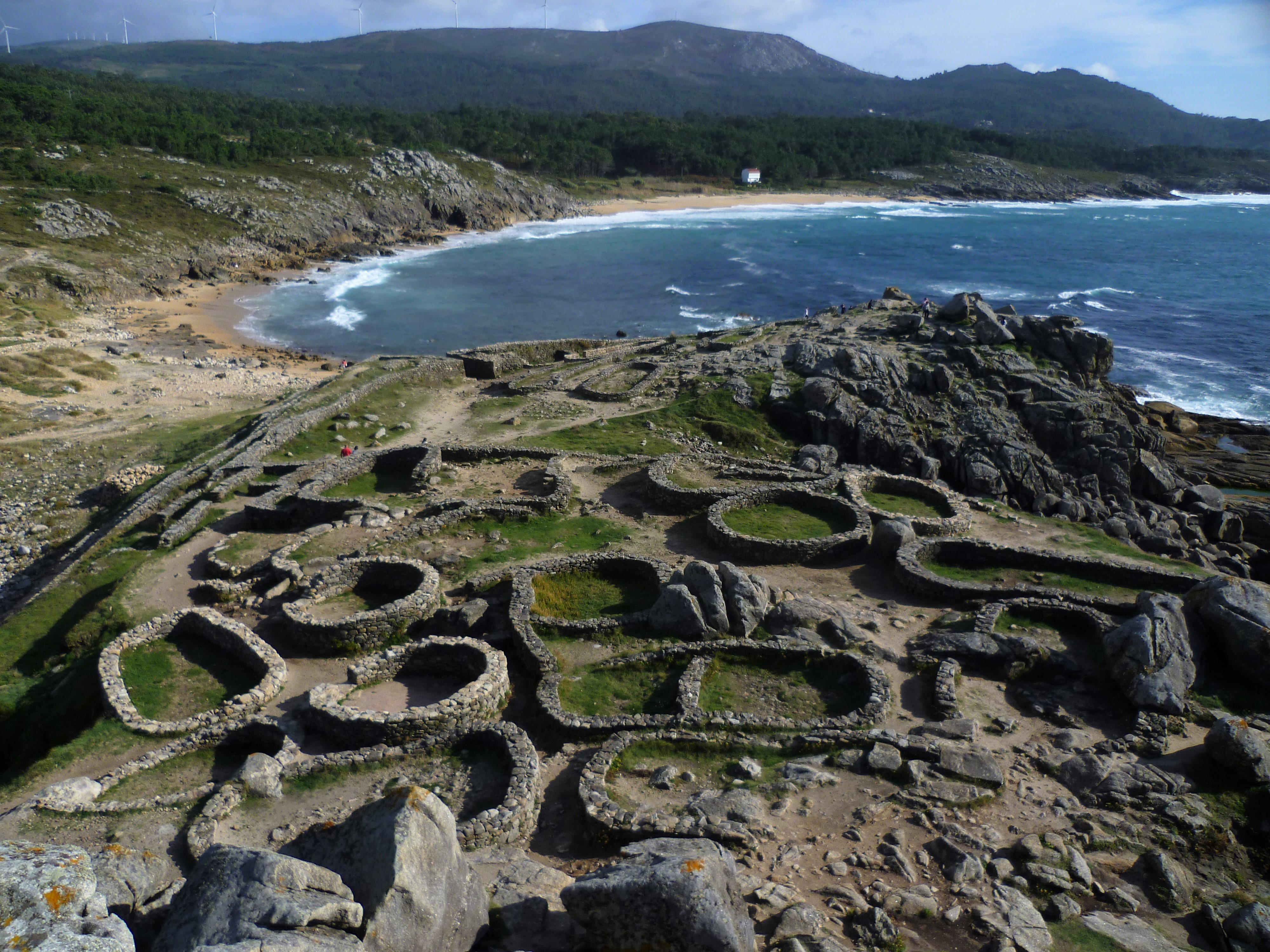
Castro de Baroña, Galizia
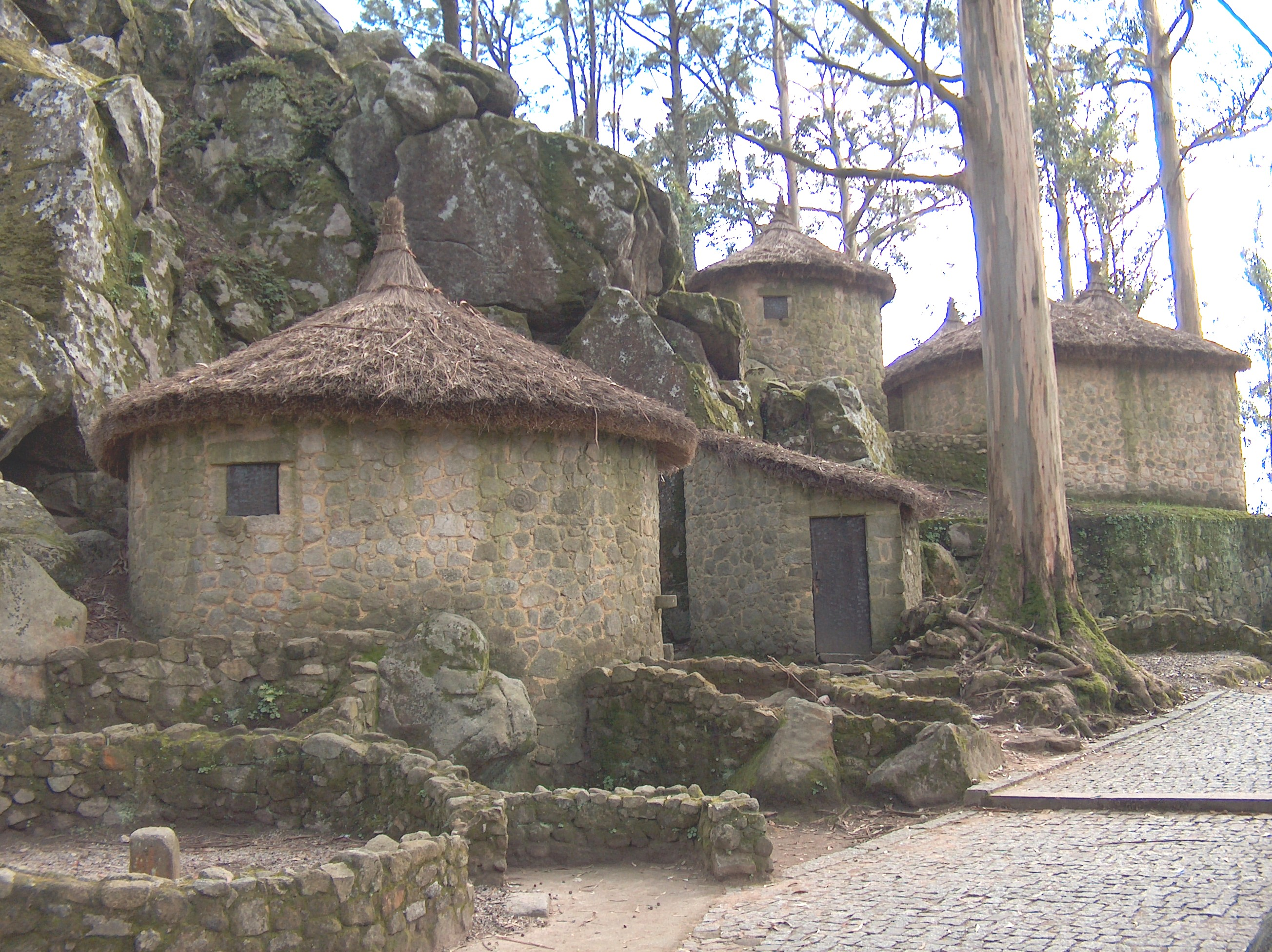
Castro de São Lourenço in Esposende, Portogallo
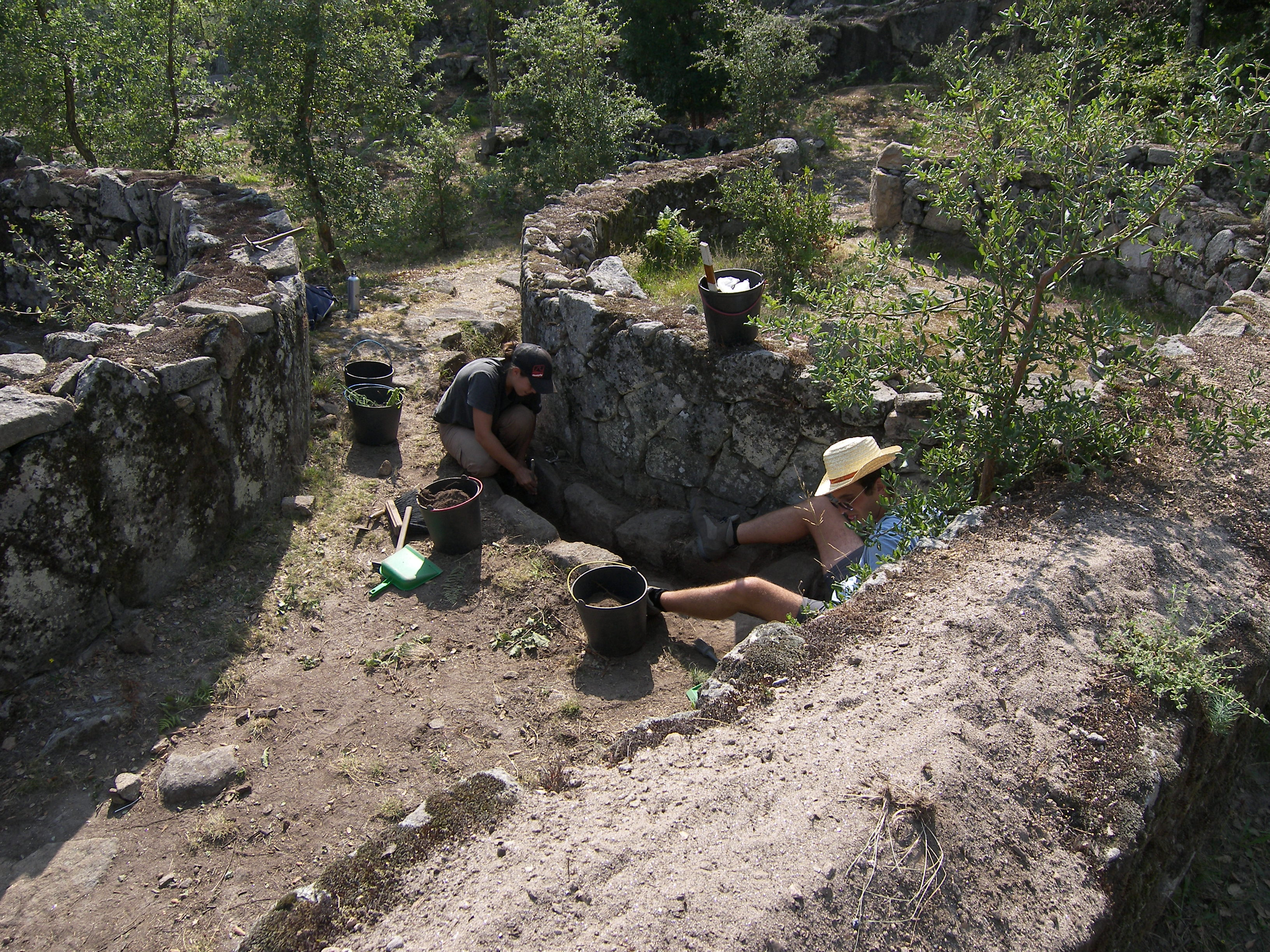
Briteiros, Portogallo
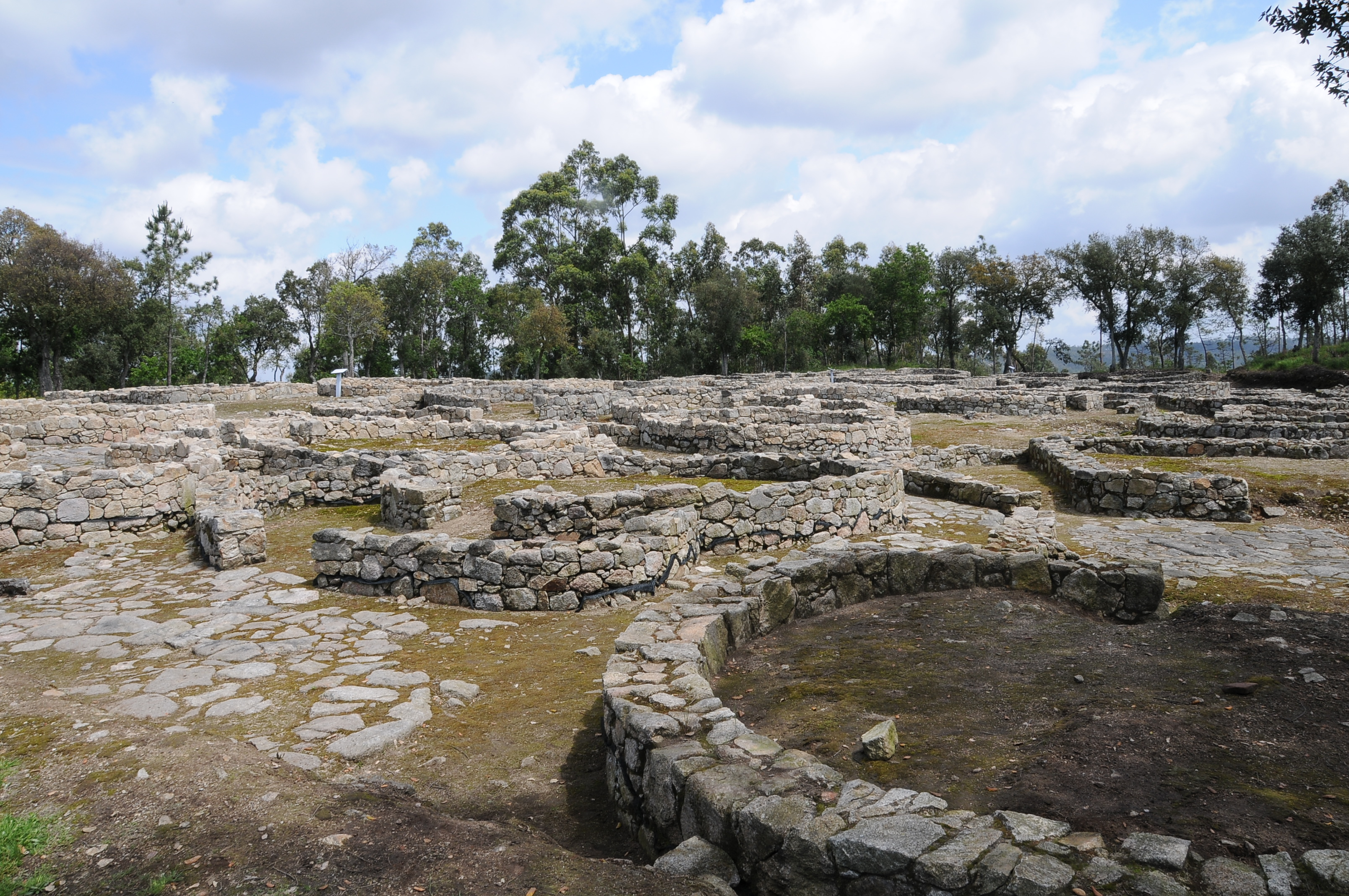
Cividade de Terroso, scavi presso Póvoa de Varzim
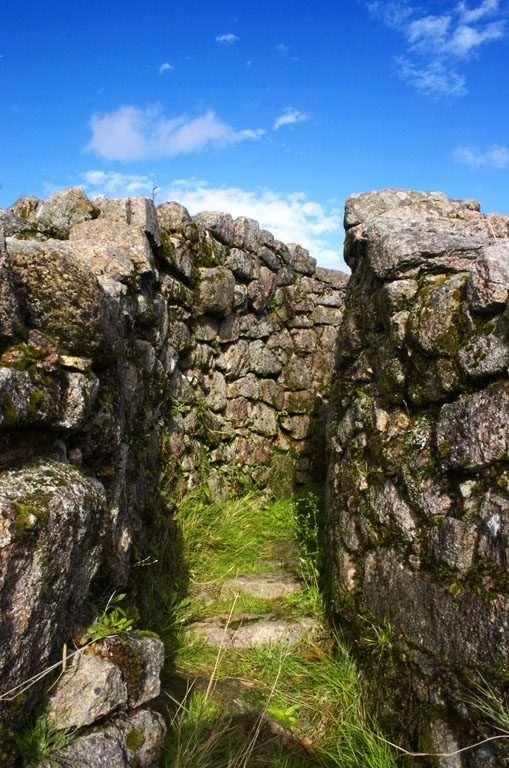
Dettaglio del Castro di Troña, Pías, Ponteareas, Pontevedra